# 田中雅美
田中 雅美（たなか まさみ、1979年1月5日 - ）は、日本の元水泳選手で、2000年シドニーオリンピック4×100mメドレーリレー銅メダリスト。専門種目は平泳ぎ。現在はスポーツコメンテーター・タレント。BS日本番組審議会委員。中央大学法学部卒業。三桂所属。身長164cm。

## 経歴

### 現役時代
北海道紋別郡遠軽町出身で3人姉妹の末子として生まれ、2人の姉の影響で水泳を始める。小学生時代に体育教員の父親勤務に伴い美唄市に居住した。岩見沢市立緑中学校卒業後にスイミングスクールで選抜されて上京し、1994年に私立八王子高等学校へ入学してJSS東京八王子クラブへ移籍する。その年の日本水泳選手権で100メートル (m) と200mの平泳ぎで2冠となる。2年生となった1995年の同大会では、長崎宏子が保持する女子100m平泳ぎの日本記録を11年ぶりに更新した。
3年生となった1996年に開催されたアトランタオリンピックでは、田中が目標とする岩崎恭子とともに競泳日本代表に選出されるが、平泳ぎの成績は100mで13位、200mで5位と振るわなかった。田中と岩崎はともに1978年度生まれで最大のライバルで良き親友であり、現在も親交がある。
1997年に中央大学へ入学する。中大水泳部はそれまで男子部員のみであったが、アトランタ五輪でメダルを獲得できずに日本水泳連盟が「大学生を選手団の主力とする」方針を出し、田中はいわば女子部員の1期生として入部した。岩崎が日本大学在学中に競技の第一線を退き、以降は日本女子平泳ぎ界の有力選手になった。
4年時の2000年シドニーオリンピックで、期待されていた平泳ぎ個人戦では100mで6位、200mで7位と、いずれもメダルを逃した。女子400mメドレーリレーで大学の後輩2人を含むチームで銅メダルを獲得した。シドニー五輪後に第一線を退く。
2001年に中央大学を卒業する。眼瞼下垂に罹患し不眠などに悩まされて手術を受ける。北米へ留学し、2002年ソルトレークシティオリンピックのテレビ東京系列中継でリポーターを務めた。
2004年のアテネオリンピックへ出場したい思いから、2003年に選手として復帰する。日本選手権が好成績でアテネ五輪出場権を得る。アテネ五輪は200m平泳ぎで3位と0.05秒差の4位となり、2005年に再び選手から引退した。

#### 戦歴
1. オリンピック
  - アトランタオリンピック（1996年）
    - 女子400mメドレーリレー　予選落ち
    - 女子100m平泳ぎ　13位（B決勝出場）
    - 女子200m平泳ぎ　5位入賞

  - シドニーオリンピック（2000年）
    - 女子400mメドレーリレー　銅メダル
背泳ぎ・中村真衣、平泳ぎ・田中、バタフライ・大西順子、自由形・源純夏。中村と源は中大の1学年後輩にあたる。
    - 女子100m平泳ぎ　6位入賞
    - 女子200m平泳ぎ　7位入賞

  - アテネオリンピック（2004年）
    - 女子400mメドレーリレー　5位入賞
背泳ぎ・中村礼子、平泳ぎ・田中、バタフライ・大西、自由形・永井奉子
    - 女子100m平泳ぎ　準決勝敗退
    - 女子200m平泳ぎ　4位入賞
2. 日本選手権　優勝17回
  - 50m平泳ぎ優勝1回
  - 100m平泳ぎ優勝8回
  - 200m平泳ぎ優勝8回
3. その他国際大会
4. | [icon] | この節の加筆が望まれています。 |

### 現役引退後
芸能事務所三桂に所属し、スポーツコメンテーターとしてメディア活動のほか水泳講師として全国各地へ出張している。
2005年8月にフリーダイビングのダイナミック・アプネア・フィンなしで96mの女子日本新記録を樹立した。
2008年6月にダイエットエッセイ本「BODY+REMAKE」を出版する。
2009年7月2日に30代半ばの会社員男性と結婚を発表し、8月9日に挙式と披露宴を催した。
2012年5月28日付けのブログで3月に離婚したことを公表。
2013年にスポーツマネージメント会社「スクランブル・エンターテイメント」・アディダスのアドバイザリーと共に契約した。
2017年5月18日付けのブログで、1歳下の元飛込選手と再婚して第1子を懐妊したと公表した。
2017年10月18日に女児を出産する。
2019年2月20日に北海道民放5局とNHK札幌放送局のキャンペーン『One Hokkaido Project』でキャンペーンソングへ参加する。
2019年8月27日に第二子懐妊が判明した。
2020年1月6日に男児を出産する。
2024年9月に里崎智也がホストを務めるYouTube「白鶴酒造公式チャンネル」に出演し、これまで始球式で何度も暴投を繰り返していたことについて、本来左利きだが普段使っているグラブが右利き用だったのでずっと投球の利き手が分からずに右手で投げていたと語った。

## メディア活動

### 放送
レギュラー出演
- ひるおび!（TBSテレビ）
- スッキリ （日本テレビ）
- グッドモーニング（テレビ朝日、2013年10月 - 2024年9月）水曜レギュラー
- やじうまテレビ!（テレビ朝日、2013年4月 ）木曜レギュラー
- スポーツBOMBER!（TBSラジオ、2004年10月 -  2005年3月）金曜メインキャスター
- イブニング・ファイブ（TBSテレビ、2005年4月 - 2006年9月）スポーツキャスター
- BODY（TBSテレビ、2005年10月 - 2006年6月）取材記者
- 土曜朝イチエンタ。堀尾正明+PLUS!（TBSラジオ、2008年10月 - 2010年3月）アシスタント
- みのもんたの朝ズバッ!（TBSテレビ）
- U型テレビ（北海道文化放送）
- ドデスカ!（メーテレ、月曜日）
- D-sports SHIZUOKA（静岡第一テレビ）
- 『HAPPY MONDAY BASEBALL 今週のプロ野球とことん予想』（BSスカパー）
- 週末ハッピーライフ! お江戸に恋して（2017年4月1日 - 、TOKYO MX）MC
- シューイチ（日本テレビ、月1回）

競技解説者および指導者
- 世界水泳モントリオール大会（テレビ朝日系列全国ネット）スタジオ解説
- Newsリアルタイム（日本テレビ、2007年4月20日）スポーツコーナーVTR解説
- 世界水泳メルボルン大会（テレビ朝日系列全国ネット）スタジオ解説
- 世界競泳2007中継（テレビ朝日系列全国ネット）解説
- くるくるドカン（フジテレビ系列全国ネット）掟ポルシェに水泳指導
- ド短期ツメコミ教育!豪腕!コーチング!!（テレビ東京系列全国ネット、2007年7月23日）
- がんばれ!ペナキッズ（CBCテレビ、2007年7月28日・10月13日）
- 光る!スポーツ研究所（メ～テレ、2007年8月11日）
- 趣味Do楽 田中雅美×中村格子のビューティースイミング（NHKEテレ、2013年6月4日 - 7月30日）

その他
- 関口宏の東京フレンドパークII（TBS系列全国ネット）岩崎恭子とともにゲスト出演
- ウルトラストロングゲーム（日本テレビ系列全国ネット）
- いい旅・夢気分3時間スペシャル（テレビ東京）岩崎恭子とともに信州を旅行
- TARA-REBA 世紀のスポーツ大作戦（TBS系列全国ネット、2005年12月29日）
- 生中継 ふるさと一番!（NHK総合）旅人として時々出演
- ウチくる!?（フジテレビ）ゲスト
- NANDA!?（テレビ朝日）ゲスト
- グレートマザー物語（テレビ朝日系列全国ネット）
- まる得マガジン（NHK教育）
- 英語でしゃべらナイト（NHK総合）
- 輝きの法則（テレビ東京系列全国ネット）
- ごきげんよう（フジテレビ系列全国ネット）
- やさい.tv（LaLa TV、TOKYO MX）
- ネプリーグ（フジテレビ系列全国ネット、2007年6月11日・2008年8月4日）
- キャプテン川淵の行こうぜ!オレ達のニッポン（ニッポン放送、2007年6月25日）
- 南原清隆 TOYOTAスポーツドリーム（ニッポン放送、2007年8月4日・8月11日）
- ENERGY CHARGE（テレビ新広島、2007年9月2日）
- オーサカキング2008（毎日放送、2008年7月31日）
- 土曜スペシャル（テレビ東京、2008年6月21日）元マラソン選手の谷川真理と共に京都府・桂川を散策。
- ボクらの時代（フジテレビ、2008年8月3日）岩崎恭子と元陸上競技・マラソン選手の千葉真子と共演。
- 田舎に泊まろう!（テレビ東京、2008年10月5日）
- はなまるマーケット はなまるカフェ（TBS系列全国ネット、2008年11月25日）ゲスト
- ネプリーグ芸能界超常識王決定戦年末特大版（フジテレビ、2008年12月29日）スポーツチームとして出演。
- 太田英明・小泉麻耶のアソブココロ倶楽部（文化放送、2009年3月）ゲスト
- こんなステキなにっぽんが 三重県鳥羽市（NHK・BS-hi他、2009年）
- クイズ!ヘキサゴンII（フジテレビ、2010年5月12日）スポーツ日本代表チームとして出演。
- サラリーマンNEOSeason 5（NHK総合、2010年7月29日）サラリーマン体操のゲストとして出演。
- 開運!なんでも鑑定団（テレビ東京、2010年11月2日）
- くりぃむクイズ ミラクル9　(2013年2月27日、テレビ朝日系列)
- 炎の体育会TV（TBS）

### CM・広告
- ミツカン
- チャームタンポン
- 銀座カラー（脱毛サロン　ポスターのみ）
- DHC「Time Beauty Action」（2016年） - アンバサダー [17]

### ラジオ
- Cheer up station 〜BELIEVE IN YOUR STRENGTH（2023年7月15日 - 23日・土曜、JFNC製作）- 全3回

### 劇場アニメ
- ファインディング・ドリー（2016年） - 日本語吹替版・マカジキ 役[18]

### テレビドラマ
- 北風と太陽の法廷（2017年3月17日、日本テレビ）[19]
- ブラックペアン 第4話・第5話（2018年5月13日・20日、TBS） - 島野菜穂 役[20]

### 音楽
- 私たちの道 - One Hokkaido Project（参加作品、 WESS RECORDS、デジタル配信2019年2月20日、CDシングル2019年3月6日）[12]

### MV
- 私たちの道 - One Hokkaido Project[21]